# The Matrix Reloaded
The Matrix Reloaded är en amerikansk action-science fiction-film som hade biopremiär i USA den 2003, i regi av Lilly Wachowski och Lana Wachowski, med Keanu Reeves, Laurence Fishburne och Carrie-Anne Moss i rollerna. Filmen är uppföljare till The Matrix (1999), som sedan följs av The Matrix Revolutions (2003). 

## Handling
Neo (Keanu Reeves) och rebelledarna har 72 timmar på sig att hindra 250 000 maskiner att hitta och förstöra Zion. Samtidigt måste Neo hitta ett sätt att rädda Trinity (Carrie-Anne Moss) från ett mörkt öde som han ser i sina drömmar.

## Rollista
- Keanu Reeves - Neo
- Laurence Fishburne - Morpheus
- Carrie-Anne Moss - Trinity
- Hugo Weaving - Agent Smith
- Jada Pinkett Smith - Niobe
- Gloria Foster - Oracle
- Helmut Bakaitis - The Architect
- Lambert Wilson - Merovingian
- Monica Bellucci - Persephone
- Essie Davis - Maggie/sjukvårdaren

## Om filmen
Filmen hade Sverigepremiär onsdagen den 21 maj 2003.
Sean Connery var som i den första filmen, tänkt att ha roll i denna film med. Men Connery skulle istället spelat karaktären The Architect snarare än Morpheus. Men Connery tackade nej för att istället spela i The League, som släpptes samma år.

### Fotnoter
1. ↑  ”The Matrix Reloaded” (på engelska). Box Office Mojo. 15 maj 2003. http://www.boxofficemojo.com/movies/?id=matrixreloaded.htm. Läst 1 oktober 2016.
2. ↑  ”The Matrix Reloaded”. Svensk filmdatabas. 21 maj 2003. http://www.sfi.se/sv/svensk-filmdatabas/Item/?itemid=55049&type=MOVIE&iv=Basic. Läst 1 oktober 2016.